# 북촌미술관
북촌미술관(北村美術館)은 서울특별시 종로구 가회동에 위치한 미술관이다.

## 같이 보기
- 가회민화박물관
- 서울특별시의 박물관과 미술관 목록
- 대한민국의 박물관과 미술관 목록